# كينيث إس ديفييس
كينيث إس ديفييس (بالإنجليزية: Kenneth S. Deffeyes)‏ هو عالم جيولوجيا عمل مع إم كينج هوبرت -مبتكر نظرية قمة هوبرت- في مختبر أبحاث شركة شل أويل للنفط في هيوستن تكساس، وصفه ماكفي بـ «رجل ضخم بخصر ثابت، شعره يطير خلفه، يحاضر في أحذية رياضية، صوته مقطعى أوبرالى».

## السيرة الذاتية
حصل على درجة الكاليورس في جيولوحيا البترول من كلية كولورادو للمناجم ودكتوراه في الجيولوجيا من جامعة بريستون تحت إشرف فان هوتين، تتعلق الأطروحة برماد بركانى في ولاية نيفادا غُيِّر إلى زيوت، لم يُعرف الكثير من الاستخدامات المحتملة للزيوت لذلك كتب ورقة مراجعة عن الزيوت في الصخور الرسوبية، أدى ذلك إلى تأسيس صناعة الزيوت الطبيعية واستخدامها في تنقية المياه كمحفزات في صناعة البتروكيماويات وكمناخل جزيئية.

عمل أستاذا في جامعة بريستون من 1967 إلى 1998 عندما انتقل إلى منصب أستاذًا فخريًا، وهو مؤلف كتاب (قمة هوبرت) الذي نشر عام 2001 وفي عام 2005 نشر كتاب «ما وراء النفط:المنظر من قمة هوبرت»، في 11 فبراير 2006 ادعى أن إنتاج النفط في عالم قد بلغ زروته في 16 ديسمبر 2005.

## في غير الخيال
في كتاب جون ماكفي الصادر عام 1981 بعنوان تضاريس الحوض والميدان قام كينيث بتحليل قطع الطرق والطبقات والجيولوجية المكشوفة التي تنتج عن إنشاء الطريق السريع بين الولايات في إحدى الرحلات، التقط قطعة من الصخر الترباسى بالقرب من مدينة بانرستون- نيو جيرسى لإظهار اختبار ميدانى جيولوجى مشترك وضع قطعة من الصخر الزيتى في فمه ومضغه وقال «إذا كان رمليًا فهو عبارة عن سرير من الطمى أما إذا كان دسم فهو صخر طيني، حاول ماكفى ذلك ولكنه لم يكن يفكر في وضعه في القهوة».

## اقتباس
- «النفط الخام ثمين للغاية بحيث لا يمكن حرقه كوقود.»
- «عن ذروة إنتاج النفط في العالم: لا يوجد شئ معقول يمكن أن يؤجل الذورة حتى عام 2009، اعتد على ذلك.»[5]